# Pelham (Georgia)
Pelham è una città degli Stati Uniti d'America, situata nello Stato della Georgia, nella contea di Mitchell.